# Список объектов всемирного наследия ЮНЕСКО в Джибути
По состоянию на 2018 год, в списке Всемирного наследия ЮНЕСКО в Джибути нет ни одного объекта. 10 объектов находятся в числе кандидатов на включение в список. Из них 6 включены по природным критериям, 3 — по культурным и 1 — по смешанным.
Республика Джибути ратифицировала Конвенцию об охране всемирного культурного и природного наследия 30 августа 2007 года.

## Предварительный список
В таблице объекты расположены в порядке их добавления в предварительный список. В данном списке указаны объекты, предложенные правительством Джибути в качестве кандидатов на занесение в список всемирного наследия.
| #  | Изображение | Название | Местоположение             | Время создания | Год внесения в список | №    | Критерии          |
| -- | ----------- | --- | -------------------------- | -------------- | --------------------- | ---- | ----------------- |
| 1  |             | Природоохранная территория Джалело (фр. Aire naturelle protégée de Djalélo)                                                                             | Регион Арта                | —              | 2015                  | 5964 | x                 |
| 2  |             | Природоохранная территория Ассамо (фр. Aire naturelle protégée d'Assamo)                                                                                | Регион Али-Сабих           | —              | 2015                  | 5963 | x                 |
| 3  |             | Озеро Аббе, его культурный ландшафт, природные памятники и экосистема (фр. Lac Abbeh : son paysage culturel, ses monuments naturels et son écosystème ) | Регион Дикиль              | —              | 2015                  | 5965 | iii, vii, viii, x |
| 4  |             | Озеро Ассаль (фр. Le Lac Assal) | Регион Таджура             | —              | 2015                  | 5959 | vii, viii, x      |
| 5  |             | Национальный парк Лес Дей (фр. Le Parc National de la forêt du Day)                                                                                     | Регион Таджура             | —              | 2015                  | 5962 | ix, x             |
| 6  |             | Исторический ландшафт города Джибути и отдельные здания (фр. Le paysage urbain historique de la ville de Djibouti et ses bâtiments spécifiques )        | Город Джибути              | XIX век        | 2015                  | 5958 | ii, iv            |
| 7  |             | Наскальные изображения Абурма (фр. Les Gravures Rupestre d’Abourma)                                                                                     | Регион Таджура             |                | 2015                  | 5957 | i, iii            |
| 8  |             | Острова Муча и Маскали (фр. Les îles Moucha et Maskali)                                                                                                 | Регион Джибути             | —              | 2015                  | 5960 | viii, ix, x       |
| 9  |             | Природные ландшафты региона Обок (фр. Les paysages naturels de la région d’Obock)                                                                       | Регион Обок                | —              | 2015                  | 5961 | vii, viii, x      |
| 10 |             | Тумулусы Джибути (фр. Les Tumulus (Awellos)) | Регионы Таджура, Али-Сабих | —              | 2015                  | 5956 | iii, vi           |